# Grażyna Ziółkowska
Grażyna Maria Ziółkowska – polska weterynarz, dr hab. nauk weterynaryjnych, profesor zwyczajny Instytutu Biologicznych Podstaw Chorób Zwierząt Wydziału Medycyny Weterynaryjnej Uniwersytetu Przyrodniczego w Lublinie.

## Życiorys
W 1982 r. obroniła pracę doktorską Odpowiedź immunologiczna zwierząt zakażonych Trichophyton verruoosum oraz immunizowanych swoistymi szczepionkami, której promotorem była prof. Krystyna Wawrzkiewicz, w 2000 r. habilitowała się na podstawie pracy zatytułowanej Charakterystyka i znaczenie praktyczne egzoantygenów Microsporum canis. W 2009 r. uzyskała tytuł profesora nauk weterynaryjnych. Została zatrudniona na stanowisku profesora w Instytucie Chorób Zakaźnych i Inwazyjnych na Wydziale Medycyny Weterynaryjnej Akademii Rolniczej w Lublinie.
Była profesorem zwyczajnym w Instytucie Biologicznych Podstaw Chorób Zwierząt na Wydziale Medycyny Weterynaryjnej Uniwersytetu Przyrodniczego w Lublinie.